# Real Academia Galega
Die Real Academia Galega (Königliche Akademie des Galicischen, kurz RAG, spanisch Real Academia Gallega) ist die wissenschaftliche Institution, die sich dem Studium der Kultur Galiciens und insbesondere der galicischen Sprache verpflichtet hat. Sie erarbeitet grammatische, orthografische und lexikalische Normen und verteidigt und fördert gleichzeitig die Sprache. Außerdem richtet sie den Día de las Letras Gallegas (Tag der galicischen Literatur) aus und entscheidet, welche literarische Persönlichkeiten zu diesem Anlass vorgestellt werden. Die Mitglieder der Akademie sind einflussreiche Persönlichkeiten der galicischen Kultur und Sprache. Präsident ist seit 2013 Xesús Alonso Montero.

## Geschichte

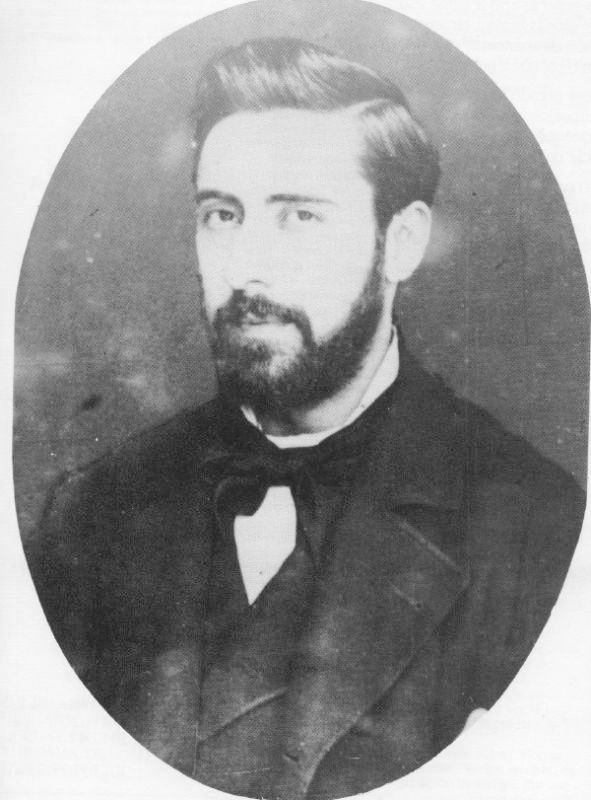
Manuel Curros Enríquez, Gründer der RAG.

Vorgängerin der Real Academia Gallega war die Comisión Gestora para la creación de la Academia Gallega (Verwaltungskommission für die Schaffung der A. G.), die durch die Initiative von Emilia Pardo Bazán und Ramón Pérez Costales entwickelt wurde. Diese Kommission war zunächst ein Verein von Schriftstellern der Folklore Gallego.
1904 veröffentlichte Manuel Murguía einen Artikel in der Revista del Gran Hotel de Mondariz, in dem er die Gründung einer Akademie des Galicischen forderte. Der Artikel sorgte für Aufsehen und 1905 wurde in La Habana auf Anregung von Manuel Curros Enríquez und Xosé Fontenla Leal die Sociedad Protectora de la Academia Gallega (Gesellschaft zur Förderung der A. G.) gegründet. In Galicien wurde die Idee aufgenommen und in der Libraría Rexional von Eugenio Carré Aldao in La Coruña sammelten sich einige Mitstreiter. Die Real Academia Gallega wurde am 30. September 1906 ausgerufen und bestand aus 40 Mitgliedern und dem Präsidenten Manuel Murguía. Die Gründungsfeier fand in den Räumen der Reunión Recreativa e Instructiva de Artesanos statt, ein Jahr bevor ihre Statuten bekannt gegeben wurden. Die ersten Ziele waren ganz grundlegender linguistischer Natur und enthielten unter anderem die Erstellung eines Wörterbuchs und einer Grammatik; Projekte, die viele Jahre in Anspruch nehmen sollten.
Während der Präsidentschaft von Murguía (1906–1923) entstand die Figur „Rosalía“, begann die Publikation des Boletín de la Academia Gallega und die Akademie befasste sich mit Auseinandersetzungen um den Charakter des politischen „Galleguismo“. Der zweite Präsident, Andrés Martínez Salazar, war nur ein Jahr im Amt, bevor er unerwartet verstarb. Danach verfiel die Organisation in eine Periode der Inaktivität, wodurch die Gründung des Seminario de Estudos Galegos befördert wurde. Dritter Präsident wurde Eladio Rodríguez (1926–1934), in seiner Amtszeit traten Alfonso Daniel Rodríguez Castelao und Antón Villar Ponte der Akademie bei. Danach wurde Manuel Lugrís Freire Präsident, der 1936 aus gesundheitlichen Gründen zurücktreten musste. Danach kam der Bürgerkrieg, der die Institution zum Verstummen brachte und sie in zwei Lager teilte. Auf der einen Seite standen Republikener wie Pío Cabanillas Gallas und Castelao und auf der anderen Seite regimetreue Gelehrte. Außerdem traten neue Mitglieder wie Xosé Filgueira Valverde bei. Teilweise wurde die Akademie in den Untergrund gedrängt. Vor dem Verschwinden rettete sie der Rektor der Universität Santiago de Compostela. In dieser Zeit dienten Manuel Casas Fernández (1942–1960) und Sebastián Martínez-Risco y Macías (1960–1977) als Präsidenten.
Franco und der Minister Manuel Fraga Iribarne wurden als außerordentliche Mitglieder in die Akademie aufgenommen. Diese Ehrung für Franco wurde jedoch 2009 wieder zurückgenommen.

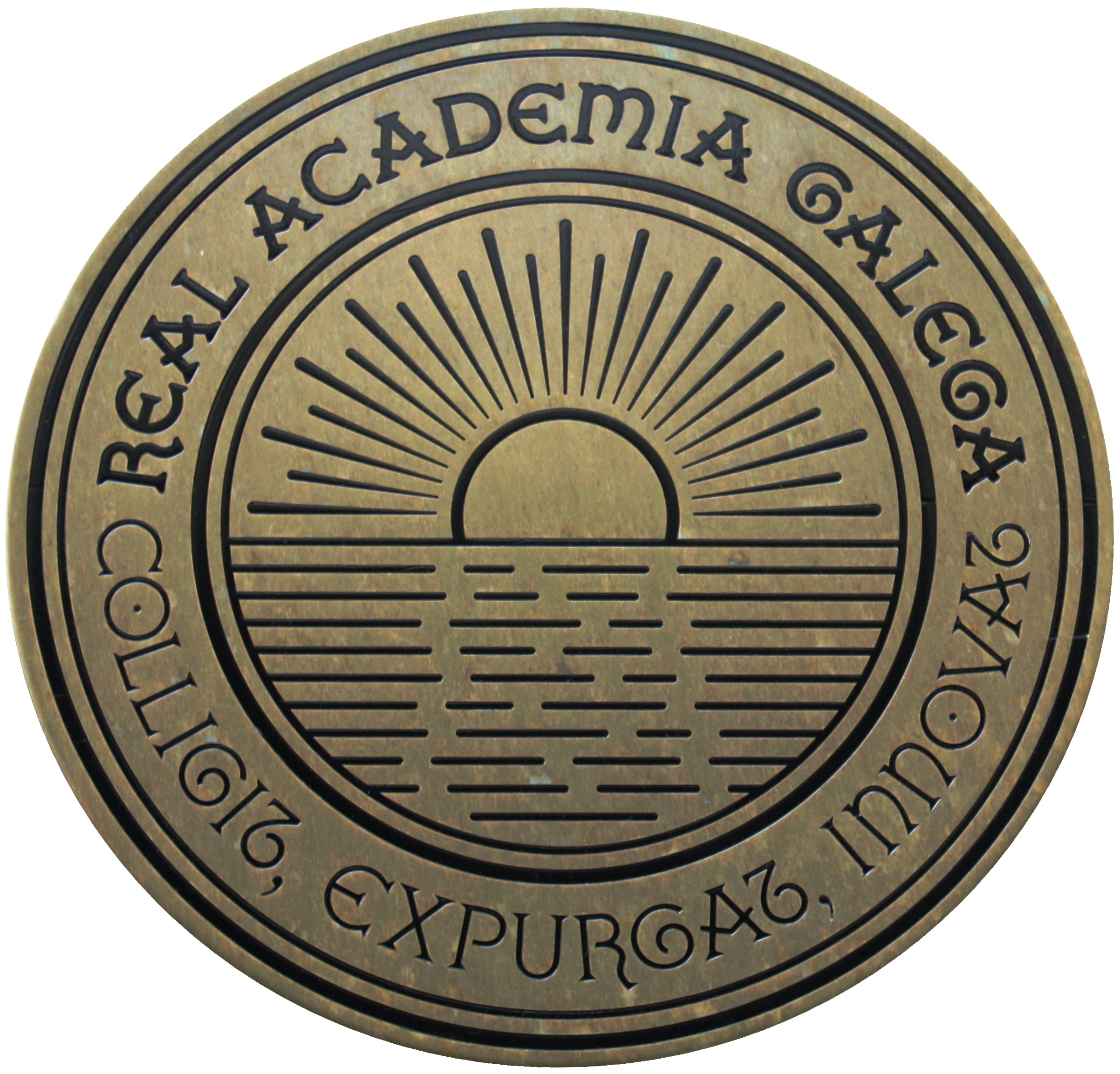
Türschild an der Fassade des Instituts.

1963 entstand die Initiative zum Día de las Letras Gallegas, der, obwohl anfangs kaum geschätzt, im Laufe der Zeit eine enorme Dynamik entwickelte. Aus dem Palacio de María Pita, dem Sitz der Stadtverwaltung in La Coruña, wurde der Sitz der Akademie in die gegenwärtigen Räumlichkeiten in der Calle Tabernas verlegt. 1972 entwarf die RAG das Design des gegenwärtigen Wappen Galiciens. Jahre später machte die Akademie der Regierung von Galicien den Vorschlag die Erinnerung an die alte Bandera Gallega in der modernen Flagge Galiciens zu erhalten. Das Ergebnis war die Einfügung des Wappens in der ehemaligen Seeflagge, so wie sie heute in vielen offiziellen Bereichen Verwendung findet.
Während der Präsidentschaft von Domingo García-Sabell (1977–1997) gelang eine Einigung mit dem Instituto da Lingua Galega über die Normas ortográficas y morfológicas del idioma gallego (1982), wodurch ein langandauernder Konflikt beigelegt werden konnte und die Akademie wurde als normative Institution anerkannt durch das Gesetz Ley de Normalización Lingüística (1983). 1998 entstanden die Abteilungen für Geschichte und Literatur, aus der Abteilung für Linguistik (Lingüística) das Seminario de Lexicografía (1983, Herausgeber des ersten einsprachigen Wörterbuchs), sowie die Abteilung für Soziolinguistik (Sociolingüística, 1990, Herausgeber der Mapa Sociolingüístico de Galicia), die Abteilungen für Terminologie (Terminología), Grammatik (Gramática, 2000) und Namenkunde (Onomástica, 2001).
Unter der Präsidentschaft von Francisco Fernández del Riego (1997–2001) öffnete sich die Institution und unter Xosé Ramón Barreiro Fernández (2001–2010) wurde eine umfassende digitalisierung der Quellen und Materialien durchgeführt. Seit 2003 wurde eine Revision der orthographischen Normen durchgeführt. Im Zusammenhang mit dem Día de las Letras Gallegas 2009 veröffentlichte die Akademie noch einmal ein Memorandum, in dem die Notwendigkeit der Bilingualen Bildung hervorgehoben wurde. Die weiteren Präsidenten der Akademie sind Xosé Luís Méndez Ferrín (2010–2013) und Xesús Alonso Montero.